# Дельта Дніпра

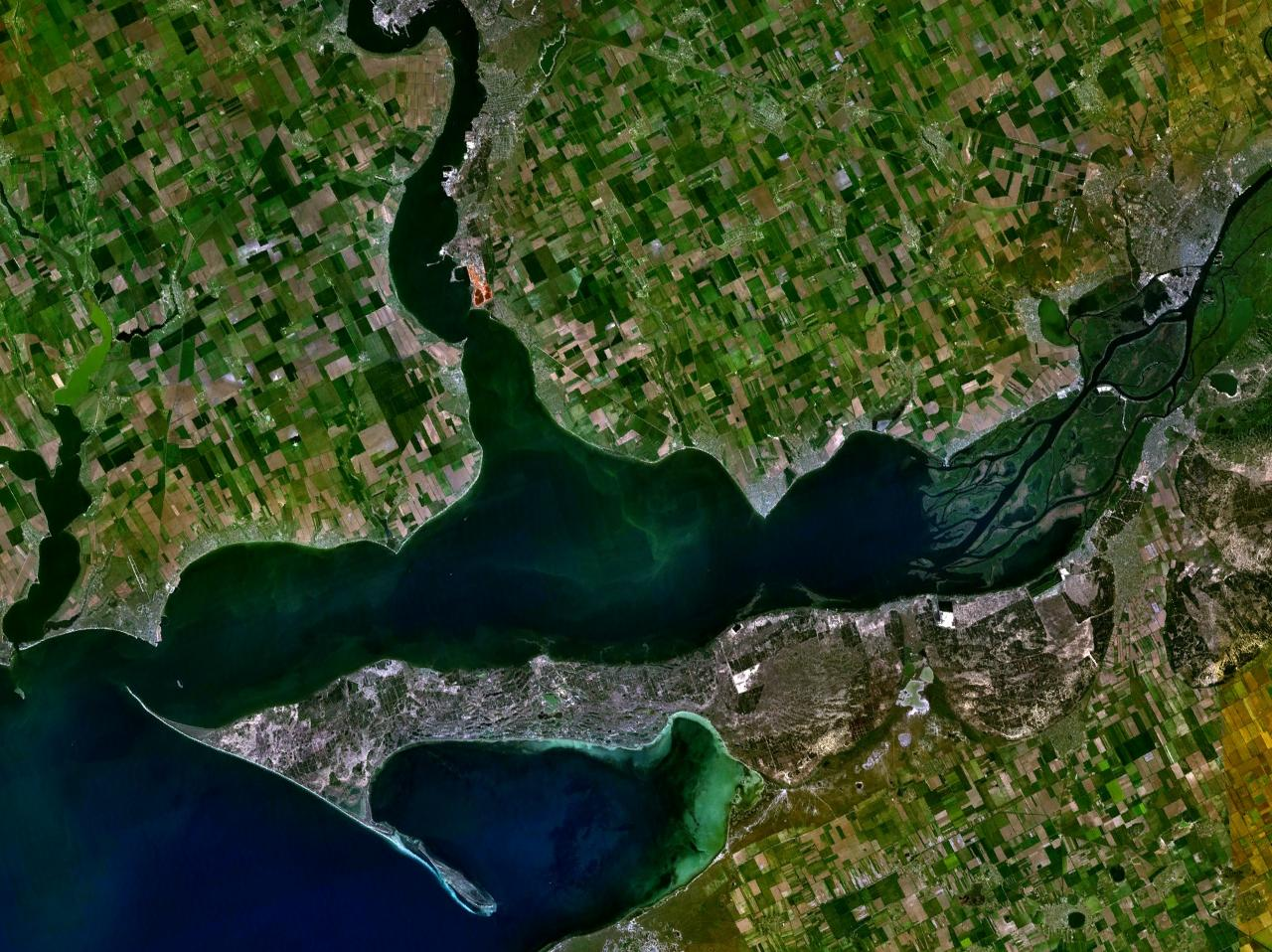
Дельта Дніпра (справа). Фотографія з космосу

Де́льта Дніпра́ — дельта річки Дніпро. Займає пониззя Дніпра при його впадінні в Дніпровський лиман Чорного моря. Це друга за величиною дельта України, після дельти Дунаю. Дельта Дніпра не має яскраво вираженої трикутної форми.

## Гідрографія
Дельта Дніпра починається за 50 км вище від гирла при відгалуженні рукава Кінської. Має чотирикутний обрис. Середня ширина 10—12 км, місцями - до 17 км. З півдня її обмежують Олешківські піски. Площа дельти Дніпра становить приблизно 350 км², куди входять протоки, озера й озерця, заводі, заболочені ділянки, рукави, притоки та частина невеликих наносних островів у самому лимані. Своїми розмірами виділяється Великий Потьомкінський острів. Інші великі острови: Бакайський, Білогрудий, Борщовий, Великий, Великий Соколин, Гапський, Забич, Карантинний, Круглик, Нестрига, Толока.
Основні рукави дельти: Рвач (судноплавний рукав), Кінка, Кошова, Старий Дніпро, Перебійна, Чайка, Канава, Нова Кінка, Серединка, Литвинка, Свинячка, Корабела.

## Палеодельта Дніпра
Локалізована на північно-західному шельфі Чорного моря і є ймовірним покладом метанових гідратів.